# Taroc l’Hombre

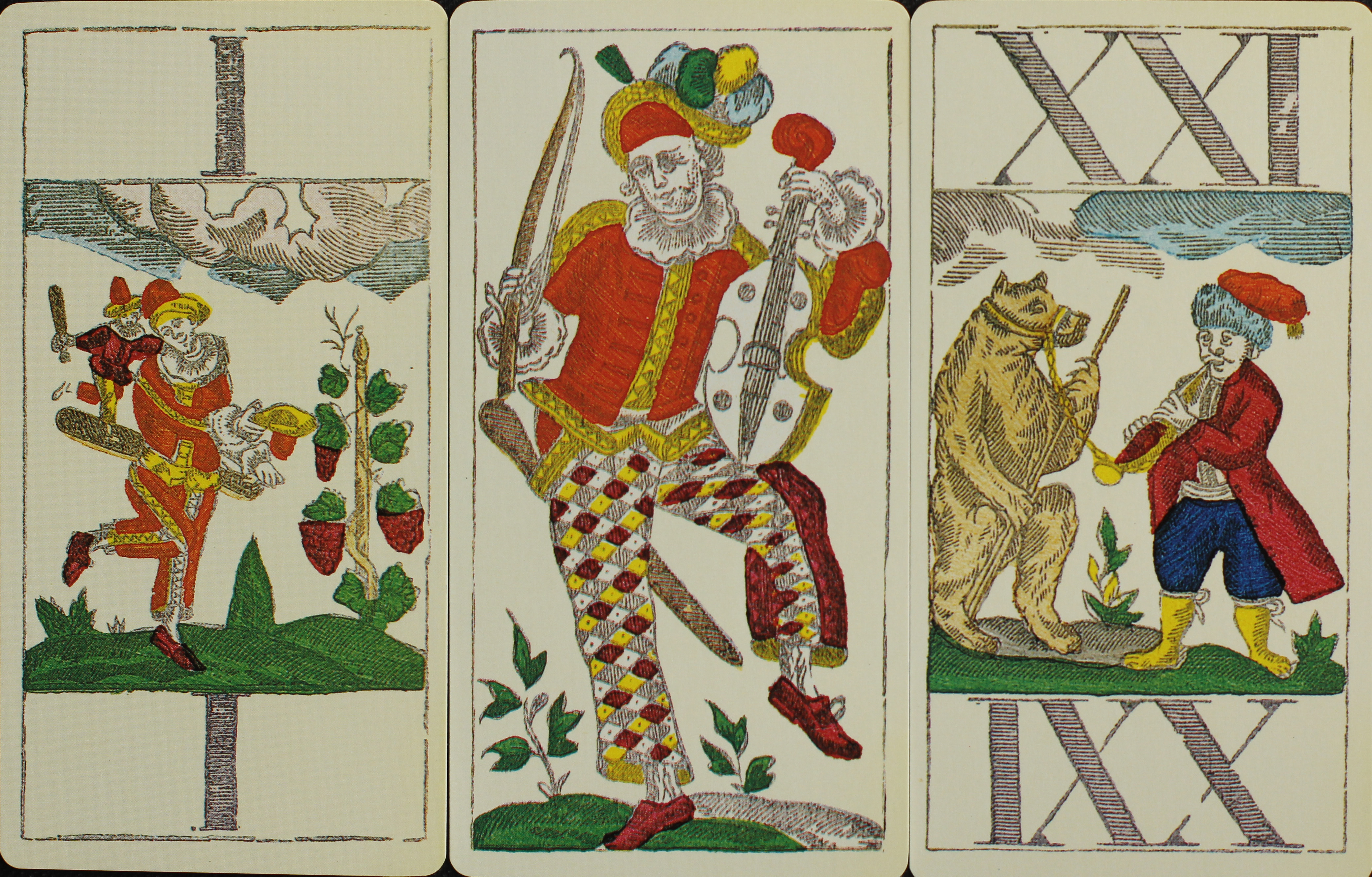
Die Matadore in Taroc l’Hombre (aus einem bayerischen Tiertarock).

Taroc l’Hombre, auch Tarok-l’Hombre, ist ein ausgestorbenes Kartenspiel aus der europäischen Tarockkartenspiel-Familie für drei Spieler, das mit einem vollen Kartenspiel von 78 Karten, die sogenannten Tarocs oder Taroks, gespielt wurde. Es entstand um 1770 in Italien als Tarocc’Ombre, verbreitete sich aber später nach Österreich und Deutschland. Es war eine entscheidende Entwicklung, da die wichtige Idee des Reizens aus L’Hombre übernommen wurde, daher der Name.

## Geschichte
Taroc l’Hombre scheint eine österreichische Weiterentwicklung von Tarocc’Ombre zu sein; das seinerseits einem Kartenspiel aus der Lombardei, das zwar mit 78 Karten, später aber jedoch mit nur 54 Karten, und italienischen Farben gespielt wurde. Tarocc’Ombre war „eine Entwicklung von höchster Bedeutung in der Geschichte des Tarock“, da es das Konzept des Reizens einführte. In Italien geriet diese Idee in Ungnade, hatte sich aber erst über die Alpen in andere Länder verbreitet, wo „die wahre Zukunft des Tarots in jenen Spiele lag, die das Reizen einschlossen“.
Zu den frühesten Spielen dieser Art in Österreich und Deutschland gehörte eine kleine Spielefamilie, die allgemein als Taroc l’Hombre (später auch Tarok l’Hombre) bekannt war. Dummett geht davon aus, dass sie spätestens um 1770 in Deutschland eingeführt wurden, die ersten Regeln erscheinen jedoch erst 1795. Zu diesem Zeitpunkt wurden bereits zwei Varianten unterschieden: eine neuere und eine ältere. Das Alter des Spiels wird zudem dadurch angezeigt, dass das niedrigste Gebot, „à Tré“, nicht mehr gespielt wurde, sondern Vorhand, sofern sie nicht überboten wurde, nur der Mindestbetrag gezahlt wurde.
Diese beiden Varianten wurden im 19. Jahrhundert weiter gespielt, danach aber in Vergessenheit gerieten; die letzte Beschreibung der Regeln wurde 1905 veröffentlicht. Inzwischen wurden zwei weitere Varianten dokumentiert. Die erste war eine Form mit Ansagen, die, wie Dummett einräumt, durchaus darauf zurückzuführen sein könnte, dass ein Compiler zwei verschiedene Spiele fälschlicherweise kombiniert hat. Die zweite ist eine Variante für vier Personen, die sogar noch früher als der erste Bericht von Taroc l’Hombre gedruckt wurde und die Dummett „Tarok-Quadrille“ nennt, die in der frühesten Quelle jedoch lediglich als neue Version von „Taroc für 4 Personen … gespielt wie in Quadrille“ bezeichnet wird.

## Spielregeln
Die folgenden Spielregeln von Taroc l’Hombre, die, sofern nicht anders angegeben, auf „Legistes“ (1795) basieren, blieben gültig. Sie werden als die ältere Variante bezeichnet, „die auch schwieriger ist“.

### Karten
Man spielt normalerweise mit der französischen Tarockkarte von 78 Blättern. Das heute am weitesten verbreitete Tarockkarte ist das ursprünglich in Deutschland entwickelte, heute aber in Frankreich hergestellte Tarot Nouveau. Weitere 78-Karten-Varianten, die bei Piatnik als Faksimiles erhältlich sind, umfassen das alte Tiroler Tarock und eine russische Variante des bayerischen Tiertarocks.
Die Rangfolge der „Tarocs“ reicht von XXI (höchste) bis I (niedrigste). Es gibt zwei verschiedene Hierarchien in den einfachen Farben. Die roten Farben reichen von der Ponto oder dem Ass (hoch) bis zum Zehner (niedrig); die schwarzen vom Zehner (hoch) bis zum Ass (niedrig). Der Scüs, der einen Pickelhering darstellt, ist einer der Tarocs, dient aber als „Excuse“, wie noch erklärt wird. Die I ist unter ihrem üblichen Namen bekannt, dem Pagat, und das Ass wird auch „Ponto“ genannt.
Die Kartenwerte lauten wie folgt:
- XXI, I und Scüs – jeweils 5 „Points“
- König – 5 Points
- Dame – 4 Points
- Caval oder Reuter – 3 Points
- Valet oder Bube – 2 Points
- Leere Blätter – 1 Point für jeweils 3 Karten.

### Kartengeben
Das Kartengeben und Spielablauf erfolgen im Uhrzeigersinn. Das Spiel ist für drei Spieler ausgelegt. Bei vier Spielern ist jeder abwechselnd König und setzt beim Geben aus. Der Kartengeber gibt jedem Gegner „5weise“ 25 Karten und sich selbst 28 Karten. Davon écartiert (d. h. weglegt) er drei Karten als „Scat“, die ihm am Ende zählen. Diese Abwürfe dürfen weder die XXI, Pagat oder Scüs, noch einen König oder Taroc enthalten.

### Ansagen
Es gibt vier positive Ansagen, die in aufsteigender Reihenfolge lauten: „à Tré“, „à Due“, „à Uno“ und „Solo“. Allerdings wird „à Tré“, auch „à Trio“ genannt, nicht ausgespielt; stattdessen wird Vorhand (links vom Geber) der Spielwert ausgezahlt, wenn die anderen passen. Bei „à Due“ verpflichtet sich der Alleinspieler, mithilfe von 2 Zählkarten, die er von seinen Gegnern fordert, über 39 Points zu erzielen und erhält dafür 2 Karten seiner Wahl. Bei „a Uno“ darf er nur eine Karte von seinen Gegnern fordern und bei „Solo“ versucht er es alleine ohne die Hilfe von zusätzlichen Karten. Das Spiel ist mit 40 der verfügbaren 78 Points gewonnen; 39 ist ein Unentschieden (remis), darunter hat der Alleinspieler verloren.
Vorhand hat das Recht, als erste zu reizen und darf à Trio ansagen, auch ohne seine Karten anzusehen. Da dieses Spiel jedoch nicht gespielt wird und wahrscheinlich überreizt wird, darf er seine Hand prüfen und sortieren. Sagt der nächste Spieler à Due, darf Vorhand halten, indem er „ich behalte es“ antwortet, oder passen. Der zweite Spieler muss nun mit à Uno passen oder steigen. Hält Vorhand, muss er auf Solo steigen. Erreichen beide Spieler Solo, ist die Reizrunde beendet und der dritte Spieler (der Geber) darf nicht mehr ansagen; andernfalls spricht der Geber gegen den Spieler, der nicht gepasst hat. Auch hier hat der Spieler, der zuvor gespielt hat, das Recht, eine Ansage zu halten. Wie Dummett betont, ist es wahrscheinlich, dass der Alleinspieler nach dem Gewinn der Ansage erhöhen könnte, obwohl die Regeln hierzu nicht explizit sind.

### Spielablauf
Das Spiel wird im Uhrzeigersinn gespielt, und Vorhand spielt aus. Spieler müssen nach Möglichkeit Farbe bedienen; andernfalls müssen sie nach Möglichkeit einen Taroc spielen. Fehlen Karten der ausgespielten Farbe oder Tarocs, kann ein Spieler Karten ablegen. Der Gewinner des Stichs spielt zum nächsten Stich aus. Das Kunststück, alle Stiche zu gewinnen, wird als „Tout“ bezeichnet und bringt erhebliche Zusatzpunkte.

### Rolle des Scüs
Der Scüs kann jederzeit gespielt werden, um das bedienen der ausgespielten Farbe zu vermeiden. Dies wird typischerweise verwendet, um den Verlust eines Zählers zu vermeiden. Hat ein Spieler beispielsweise eine alleinstehende Dame und der König derselben Farbe wird gespielt, kann er den Scüs spielen, um seine Dame zu retten. Der Scüs wird dann zu seinen Stichen zurückgebracht und er gibt dem Stichgewinner eine „leere Karte“ (Zahlenkarte oder gewöhnliches Taroc) aus seinen Stichen (dies kann später erfolgen, wenn er zu diesem Zeitpunkt keine leeren Karten hat). Er darf dies während des Gebens nur einmal tun.

### Wertung
Es wird das übliche Tarock-Wertungssystem verwendet, bei dem die in Stichen gewonnenen Karten zu Dreiergruppen zusammengefasst werden. Für jedes Trio werden die Augen gemäß den oben genannten Werten addiert und zwei Points von der Gesamtsumme abgezogen. 
Die Spielwerte wurden in „Marques“ (Spielmarken) berechnet, wie unten dargestellt. Diese wurden „à personne“ ausgezahlt, d. h. von jedem Verteidiger an den erfolgreichen Alleinspieler oder vom erfolglosen Alleinspieler an jeden Verteidiger:
- A Tre – 10 Marques.[16]
- A Due – 20 Marques + 1 Marque pro Point über 39
- A Uno – 30 Marques + 2 Marques pro Point über 39
- Solo – 60 Marques + 6 Marques pro Point über 39
- Tout – 200 Marques (à Due), 300 Marques (à Uno) und 600 Marques (Solo)

## Varianten

### „Neuere Variante“
Die sogenannte „neuere Art“ von Taroc l’Hombre erschien zeitgleich mit der oben dargestellten „älteren Art“ und beide wurden bis zum offensichtlichen Nachlassen der Popularität des Spiels veröffentlicht. „Legistes“ beschreibt sie als einfacher als die ältere Variante. Unterschiede im Spielverlauf waren folgende: nach dem Abheben der Karten, aber vor dem Geben, legte der Geber die obersten drei Karten als „Scat“ beiseite und gab erneut jeweils 25 Karten aus. Diesmal gab es nur drei Spielgrade – „Due“, „Uno“ und „Solo“ –, aber nur die letzten beiden wurden tatsächlich gespielt. Wenn jemand erfolgreich „Due“ ansagt, wurden die Karten eingeworfen und der Geber erhielt den Spielwert. Dies geschah offenbar häufig. Der Hauptunterschied bestand jedoch darin, dass der Alleinspieler und nicht der Geber den „Scat“ nutzen durfte. Dies war eine entscheidende Neuerung, die in späteren Tarockspielen den Weg für eine Erweiterung der Bandbreite und des Umfangs der Gebote entsprechend der Anzahl der vom „Scat“ gezogenen Karten ebnete.

### Tarok-l’Hombre mit Bonus-Ansagen
Dieses Spiel wird nur 1829 im Neuesten Allgemeinen Spielbuchs beschrieben und enthält viele der Bonus-Ansagen des Grosstarocks, einer Form des klassischen deutschen Tarocks. Dazu gehörten die „drey Haupt-Matadors“ (die Kombination aus „Mangur“ oder XXI, „Pagat“ und „Scüs“ – 10 oder 20 Points), „Zehn Taroks“ (muss vereinbart werden) und „Cavallerie“ (alle vier Bildkarten einer Farbe – 4 Marken oder Points). Es gab verschiedene weitere Regeländerungen. So gab es beispielsweise Unterschiede bei den Karten, die beim „Scat“ abgelegt werden konnten, beim „à Tré“ wurde gestrichen und der „Scüs“ musste vor den letzten drei Stichen gespielt werden. Dummett schließt zwar nicht aus, dass es sich um das letzte Tarok-Spiel mit 78 Karten handelte, vermutet aber auch, dass es sich lediglich um eine Zusammenstellung von Regeln verschiedener Spiele durch einen Herausgeber handelte und möglicherweise nie in der Praxis existierte.

### Tarok-Quadrille
Der erste Bericht darüber, dass Taroc „wie eine Quadrille“ gespielt wurde, findet sich über ein Jahrzehnt nach den ersten Regeln von Taroc-l’Hombre, also 1783 im neuen königlichen Hombre. Dort heißt es: „Kürzlich wurde festgestellt, dass Taroc zwischen vier Personen gespielt wird nach Art der Quadrille“. Dummett nennt dies "Tarok-Quadrille" und glaubt, dass es, obwohl es wahrscheinlich bis 1850 ausgestorben war, "eine Reihe ungewöhnlicher und interessanter Merkmale" enthielt. Die vier Spieler bilden temporäre Allianzen und spielen mit 76 von der 78 Karten, wobei die Kreuz- und Pik-Asse entfernt werden. Der Geber gibt jedem 18 Karten, nimmt die restlichen 4 Karten auf und legt 4 Karten weg. Es gibt Bonus-Ansagen von „zehn Taroks“, „voller“ und „halber Cavallerie“, „vier Königen“ und „drei oder mehr Matadoren“. Es gibt drei Ansagen: „Frage“, „Mediateur“ und „Solo“. Bei einer „Frage“ fordert der Ansager einen König, den er nicht hat, und der, der dieser hält, wird sein Partner. Beim „Mediateur“ spielt er allein, darf aber eine Karte fordern, und beim „Solo“ spielt er ganz allein.
Eine möglicherweise verwandte Variante, bekannt als „Tarock“, wird in einer modernen Quelle der Klarheit halber aber als „Tübinger Tarock“ bezeichnet und wurde um 1890 und mindestens bis Mitte des 20. Jahrhunderts in Tübingen, Süddeutschland, gespielt. Alle 78 Karten wurden verwendet, der Geber legte die zusätzlichen zwei Karten weg. Es gab zwei Ansagen: „Rufer“, bei dem wie zuvor ein König gerufen wurde, und „Raus“, das im Prinzip dem „Solo“ in der Tarok-Quadrille entsprach. Es gab Bonus-Ansagen für den Trull, drei oder mehr Oberer (Matadore), drei oder mehr Unterer (Tarock von unten), Königreich (4 Könige), Ski-Königreich (3 Könige + Ski), natürliche Familien (4 Bildkarten einer Farbe) und Ski-Familien (3 + Ski). Es gab Boni für Fein (= Pagat ultimo) und Strafen für den Verlust von Trumpf 1.